# Francesco Coccopalmerio

znak kardinála Coccopalmeria

Francesco kardinál Coccopalmerio (* 6. března 1938 San Giuliano Milanese) je italský římskokatolický kněz, emeritní předseda Papežské rady pro výklad legislativních textů, kardinál.
Kněžské svěcení přijal 28. června 1962 z rukou tehdejšího milánského arcibiskupa kardinála Montiniho, pozdějšího papeže Pavla VI. Dne 8. května 1993 ho jmenoval papež Jan Pavel II. pomocným biskupem milánské arcidiecéze. Biskupské svěcení mu udělil kardinál Carlo Maria Martini. Papež Benedikt XVI. ho 15. února 2007 jmenoval předsedou Papežské rady pro výklad legislativních textů, která se zabývá interpretací kanonického práva. Dne 6. ledna 2012 bylo ohlášeno jeho jmenování kardinálem, kardinálské insignie převzal na konsistoři 18. února 2012.